# Anthostoma polare
Anthostoma polare är en svampart som beskrevs av Kerstin Holm och Lennart Holm. 
Anthostoma polare ingår i släktet Anthostoma, familjen Diatrypaceae och divisionen sporsäcksvampar. Arten är reproducerande i Sverige.